# Pilea pteridophylla
Pilea pteridophylla är en nässelväxtart som beskrevs av A.K. Monro. Pilea pteridophylla ingår i släktet pileor, och familjen nässelväxter. Inga underarter finns listade i Catalogue of Life.